# Eastern Illinois Panthers
Eastern Illinois Panthers (español: Panteras del Este de Illinois) es el equipo deportivo de la Universidad de Illinois Oriental, situada en Charleston, Illinois. Los equipos de los Panthers participan en las competiciones universitarias organizadas por la NCAA, y forman parte de la Ohio Valley Conference, a excepción del equipo de fútbol masculino, que lo hace en la Missouri Valley Conference y el de natación, que compite en la Summit League. Es una de las dos únicas universidades de la División I que cuenta con un equipo de rugby femenino.

## Apodo y mascota
En los inicios de la universidad, los equipos eran denominados Blue and Grey (azules y grises, los colores de la universdidad). en 1930 se organizó un concurso para decidir el nombre del equipo, ganando la candidatura de Panthers sobre otros muchos, algunos de ellos con referencia a las tribus indias de la zona, como los Kickapoos, Ellini e Indians. La mascota, desde 2002, tiene el nombre de Prowler the Panther.

## Programa deportivo
Los Panthers participan en las siguientes modalidades deportivas:
| - Masculino - Baloncesto - Fútbol americano - Tenis - Cross - Golf - Natación - Béisbol | - Femenino - Cross - Baloncesto - Fútbol - Golf - Softball - Voleibol - Tenis - Atletismo - Natación - Rugby |

### Baloncesto
El equipo masculino de baloncesto ha participado en 12 ocasiones en el Torneo de la NAIA, en 6 ocasiones en el torneo de la División II de la NCAA y en dos ocasiones en la División I, la última de ellas en 2001.
Un total de 6 jugadores de los Panthers han entrado en el Draft de la NBA, aunque únicamente uno de ellos ha llegado a jugar en la liga profesional, el pívot Kevin Duckworth.

#### Participaciones en la División I de la NCAA
| Año  | C. de serie | Ganador 1.ª ronda | Ganador 1.ª ronda | Perdedor 1.ª ronda | Perdedor 1.ª ronda |
| ---- | ----------- | ----------------- | ----------------- | ------------------ | ------------------ |
| 1992 | 15          | Indiana           | 94                | Eastern Illinois   | 55                 |
| 2001 | 15          | Arizona           | 101               | Eastern Illinois   | 76                 |

### Fútbol americano
El mayor éxito del equipo de fútbol americano fue la consecución del título de la División II de la NCAA en 1978, siendo finalista en 1980. 
Ha participado en doce ocasiones en la fase final de la División I. Un total de 21 jugadores de Eastern Illinois han llegado a jugar en la NFL, de los cuales uno lo hace en 2008.

#### Participaciones en la División I de la NCAA
| Año        | 1ªronda local     | 1ªronda local | 1ªronda visitante | 1ªronda visitante | Cuartos local    | Cuartos local | Cuartos visitante | Cuartos visitante |
| ---------- | ----------------- | ------------- | ----------------- | ----------------- | ---------------- | ------------- | ----------------- | ----------------- |
| 1982 (Pr)  | Eastern Illinois  | 16            | Jackson Tigers    | 13                | Tennessee State  | 20            | Eastern Illinois  | 19                |
| 1983 (2Pr) | Indiana State     | 16            | Eastern Illinois  | 13                |                  |               |                   |                   |
| 1986       | Eastern Illinois  | 28            | Murray State      | 21                | Eastern Illinois | 22            | Eastern Kentucky  | 24                |
| 1989       | Idaho             | 21            | Eastern Illinois  | 38                | Montana          | 25            | Eastern Illinois  | 19                |
| 1995       | Stephen F. Austin | 34            | Eastern Illinois  | 29                |                  |               |                   |                   |
| 1996       | Northern Iowa     | 21            | Eastern Illinois  | 14                |                  |               |                   |                   |
| 2000       | Montana           | 45            | Eastern Illinois  | 13                |                  |               |                   |                   |
| 2001       | Eastern Illinois  | 43            | Northern Iowa     | 49                |                  |               |                   |                   |
| 2002       | Western Illinois  | 48            | Eastern Illinois  | 9                 |                  |               |                   |                   |
| 2005       | Eastern Illinois  | 6             | Southern Illinois | 21                |                  |               |                   |                   |
| 2006       | Eastern Illinois  | 13            | Illinois State    | 24                |                  |               |                   |                   |
| 2007       | Southern Illinois | 30            | Eastern Illinois  | 11                |                  |               |                   |                   |